# Bokszitogorszk
Bokszitogorszk (oroszul: Бокситогорск) város Oroszországban, a Leningrádi területen, a Bokszitogorszki járás központja. Szentpétervártól 245 km-re keletre fekszik. 
Lakosainak száma 16 585 fő (a 2010. évi népszámláláskor); 18 128 fő (2002).

## Elnevezés
A város neve az orosz „bokszit” (боксит, jelentése: bauxit) és „gorszk” a gorka (горка, jelentése: halom, hegy) szavak összetételéből ered (vö.: Magnyitogorszk, Krasznogorszk).

## Történet
Boksziti település építését 1929-ben kezdték meg a bauxitbányászat felfuttatása érdekében. 1935-ben alakították Bokszitogorszk néven városi jellegű településsé. 1940-re a népesség elérte a tízezer főt; iskolát, óvodát, bölcsődét, mentőállomást, gyógyszertárat, önkiszolgáló éttermeket és boltokat nyitottak. 1950-ben városi rangra emelték. 1952. július 25-étől a Bokszitogorszki járás közigazgatási központja.

## Népesség
A legnagyobb lakosságszámot 1979-ben regisztrálták, ekkor 23 200 lakosa volt a városnak. Azóta a népesség folyamatosan csökken.
A város lakói túlnyomóan oroszok.

## Gazdaság
A feldolgozóipar dominál. Kiemelkedő a RUSZAL alumíniumipari kombinát leányvállalata, emellett a vasbetongyártás, a szesz-, élelmiszer-, tejipar és műanyagfeldolgozás van jelen.

## Kapcsolódó szócikk
- Triscsuk Krisztina